# 塔特·多諾萬
塔特·多諾萬（英語：Tate Buckley Donovan，1963年9月25日—）是美國的一位演員和導演。他最著名的作品包括在法網裂痕中飾演Tom Shayes，在橘郡風雲中飾演Jimmy Cooper。